# Municipio de Valverde
El municipio de Valverde (en inglés: Valverde Township) es un municipio ubicado en el condado de Sumner en el estado estadounidense de Kansas. En el año 2010 tenía una población de 117 habitantes y una densidad poblacional de 1,25 personas por km².

## Geografía
El municipio de Valverde se encuentra ubicado en las coordenadas 37°10′38″N 97°12′30″O / 37.17722, -97.20833. Según la Oficina del Censo de los Estados Unidos, el municipio tiene una superficie total de 93.34 km², de la cual 92,63 km² corresponden a tierra firme y (0,77 %) 0,71 km² es agua.

## Demografía
Según el censo de 2010, había 117 personas residiendo en el municipio de Valverde. La densidad de población era de 1,25 hab./km². De los 117 habitantes, el municipio de Valverde estaba compuesto por el 98,29 % blancos, el 1,71 % eran amerindios. Del total de la población el 0 % eran hispanos o latinos de cualquier raza.